# Соляні промисли Кінбурнського півострова
Соляні промисли Кінбурнського півострова — промисли з видобутку солі на Кінбурнському півострові.

## Історія
На рубежі XV—XVI століть у Подніпров'ї виникали нові міста, мешканці яких все більше потребували солі. Зокрема, у другій половині XVI століття поблизу сучасного села Геройське Голопристанського району Херсонської області запорозькі козаки розпочали промисел із видобутку солі. Видобуток вівся в прилеглих озерах піщаної Кінбурнської коси. Козаки збирали сіль, ловили в лимані й солили рибу, особливим чином переробляли і перевозили «біле золото» на правий берег Дніпра, у район Станіславського мису і Широкої балки. Звідти возами доставляли на Січ, для своїх потреб і подальшого продажу — в Польщу, Німеччину, Литву, Московію. Зокрема, про необхідність забезпечення сіллю мешканців Новоросійської та Азовської губерній повідомляв у XVIII столітті Г. О. Потьомкін. Він же підкреслював важливість соляних промислів на Кінбурнських, Бахмутських та Маноцьких озерах.
Соляний промисел — приклад мирного співіснування на косі українських козаків і кримських татар та турецьких підданих. У 1774 році сіль на косі вибирали з 78 озер, за рік вивозили до 1000 волових возів. Територія коси була поділена таким чином: турки збирали сіль від берегів Чорного моря до половини ширини коси, а від лиману — запорозькі козаки. Ширина півострова, де вибирали сіль, 5.5 кілометра. Турки з моря підходили на суднах, ставали від берега у 3-4 кілометрах. Для перевантаження відправляли до берега малі човни, які через мілину не доходили до нього на 100 метрів, тому сіль по воді носили у мішках. Запорожці сіль перевозили човнами на правий берег Дніпра, ближче до Станіславового мису і солонців, іноді — і в Січ, куди приїздили купці з Польщі, міняли її на товари.
Озера, де добували випарену на сонці сіль, запорожці називали прогноями, що і дало назву центру Прогноївської паланки — Прогноївську (нинішнє с. Геройське). Оскільки головним заняттям запорозьких козаків у цій місцевості були рибальство та полювання, а ногайців — скотарство, то всі потребували великої кількості солі, яка перетворилася у своєрідну «білу валюту».